# Брітциг
Брітциг (нім. Brietzig) — громада в Німеччині, розташована в землі Мекленбург-Передня Померанія. Входить до складу району Передня Померанія-Грайфсвальд. Складова частина об'єднання громад Юкер-Рандов-Таль.
Площа — 10,57 км2. Населення становить 195 ос. (станом на 31 грудня 2020).